# ГӀалгӀай Коашке
Ингушские ворота, Галгайская застава (ингуш. ГӀалгӀай коашке, ГӀалгӀай наӀарге) — название средневековых ингушских каменных укреплений в долине реки Асса Джейрахского района Ингушетии, исторически также известных как Дзурдзукские ворота или Ворота Дурдзукети. Вся территория входит в состав Джейрахско-Ассинского государственного историко-архитектурного и природного музея-заповедника.

## Этимология
Название состоит из сочетания слов: «галгай» — самоназвание ингушей и «коашке» — местный падеж множ. числа слова «ков», что означает «укрепленное поселение», «застава» или «двор». По мнению Д. Д. Мальсагова, в вайнахских языках так в древности назывались ворота в кавказских ущельях.

«Ассиновские ворота, упоминающиеся в грузинской летописи в VI веке нашей эры, называются не только ГӀалгӀай коашке «Галгаевская крепость», но и еще ГӀув битта моттиг «Место, где забивались поперечные слеги (иглы).»
— Д. Мальсагов

## История

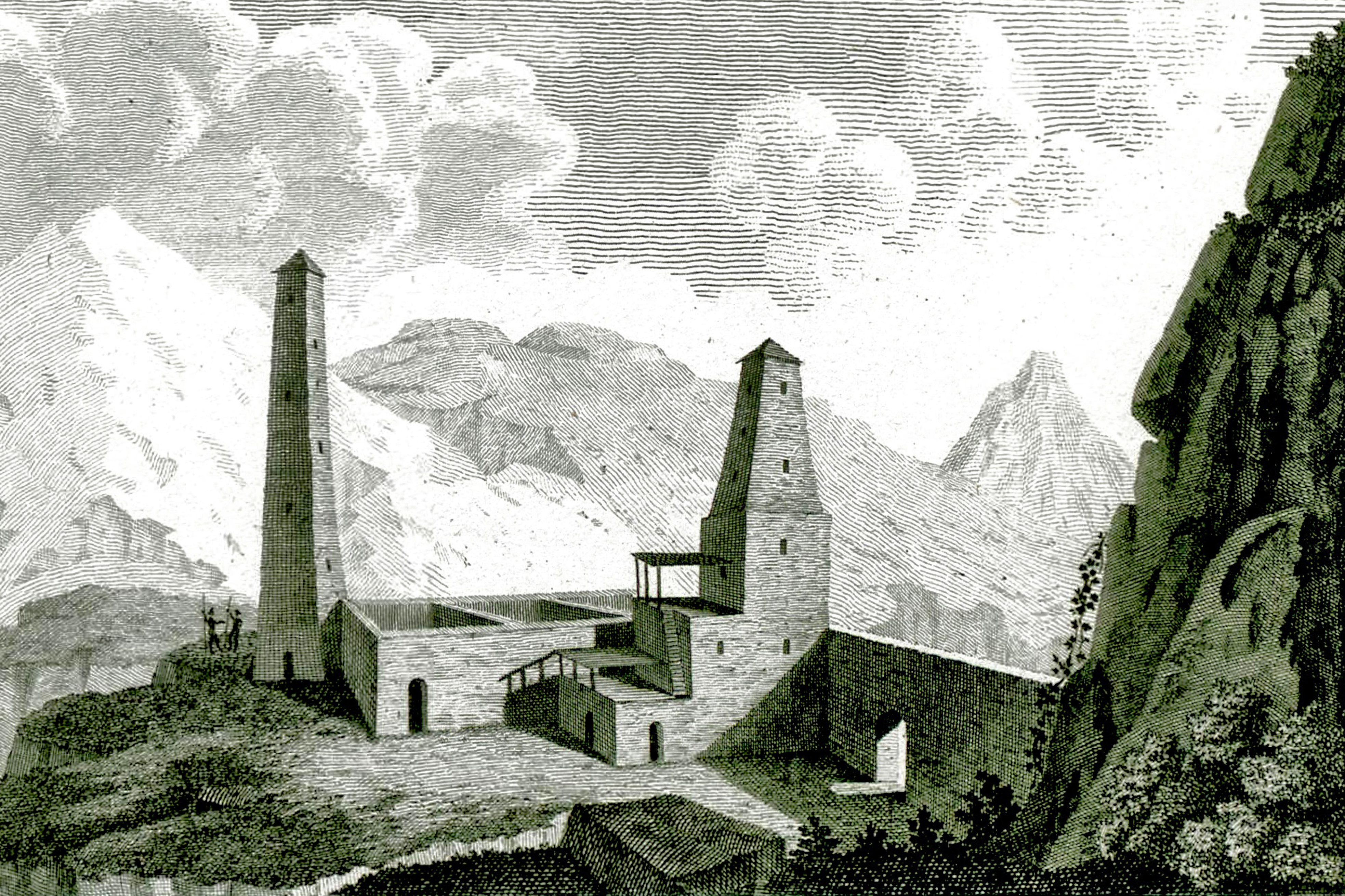
Средневековая галгайская застава в ущелье реки Асса, нарисованная Морицем фон Энгельгардтом в 1815 году.

Дзурдзукские ворота, называемые также Ассиновскими, известны в грузинских летописях с VI века. Арабский путешественник IX века Аль-Балазури сообщил, что Дурдзукия (Дзурдзукети) состояла из двенадцати каменных замков. Сведения указанного автора о двенадцати замках Дзурдзукетии перекликаются с преданием ингушей о двенадцати первоначальных ингушских племенах. Д. Д. Мальсагов считает вероятным наличие связи между сообщением географа IX века Ибн аль-Факиха о строительстве 12 ворот и каменных укреплений в стране дурдзуков персидским царем Ануширваном, которых А. Н. Генко локализует в районе Ассинского ущелья, и древними ингушскими преданиями о народных героях Колой Кант, Пхагал Баьри, Сеска Солса и др., охранявших Ассинское ущелье от вторжения врагов с плоскости. Ингуши, с незапамятных времен жившие в Ассинском ущелье, перегородили ущелье каменной стеной, а у единственного входа стояла их стража. Никто не мог ни выйти, ни войти без разрешения стражи. Среди защитников этих застав были представители различных ингушских тейпов, в частности близлежащих Гагиевых, Таргимхоевых, Хамхоевых, Эгиевых, Барханоевых, Барахоевых, Баркинхоевых, Евлоевых и Кокурхоевых (род Ферта Шоули).

«В горах Галгая народ издревле имел укрепленные поселения, распространяясь в нынешнюю Хевсурию и Тушетию. По ущельям же р. Терека и Ассы имели стены „Галгай Коажке” и сторожевые башни, замыкавшие проходы, остатки каковые видны и доселе.»
— Ф. И. Горепекин